# Dobrodružství pod vrbami
Dobrodružství pod vrbami je český animovaný televizní seriál z roku 1999 poprvé vysílaný v rámci Večerníčku téhož roku. Námět dodal spisovatel Keneth Grahame, který do scénáře rozpracovala Dagmar Doubková. Ta se současně ujala režie spolu s Janem Tománkem. Výtvarnou stránku seriálu dodala Dagmar Doubková. Seriál namluvili Naďa Konvalinková a Pavel Zedníček. Hudbu složili Jiří Strohner a Jan Kacián. Bylo natočeno 13 epizod v rozmezí od 7 do 8 minut.

## Synopse
Krtek má nové kamarády a s nimi prožívá dobrodružství v divokém lese…

## Seznam dílů
1. Krtek má nové kamarády
2. Krtkův první výlet
3. Výlet na žabí hrádek
4. V divokém lese
5. Nesnadná cesta
6. Přijde žabák k rozumu?
7. Žabák se nepolepšil
8. Volání dálek
9. Neklidná noc
10. Žabák utekl z vězení
11. Žabák jde domů
12. Vzhůru na žabí hrádek
13. Po zimě je zase jaro